# Povinnost zajistit schůdnost chodníku

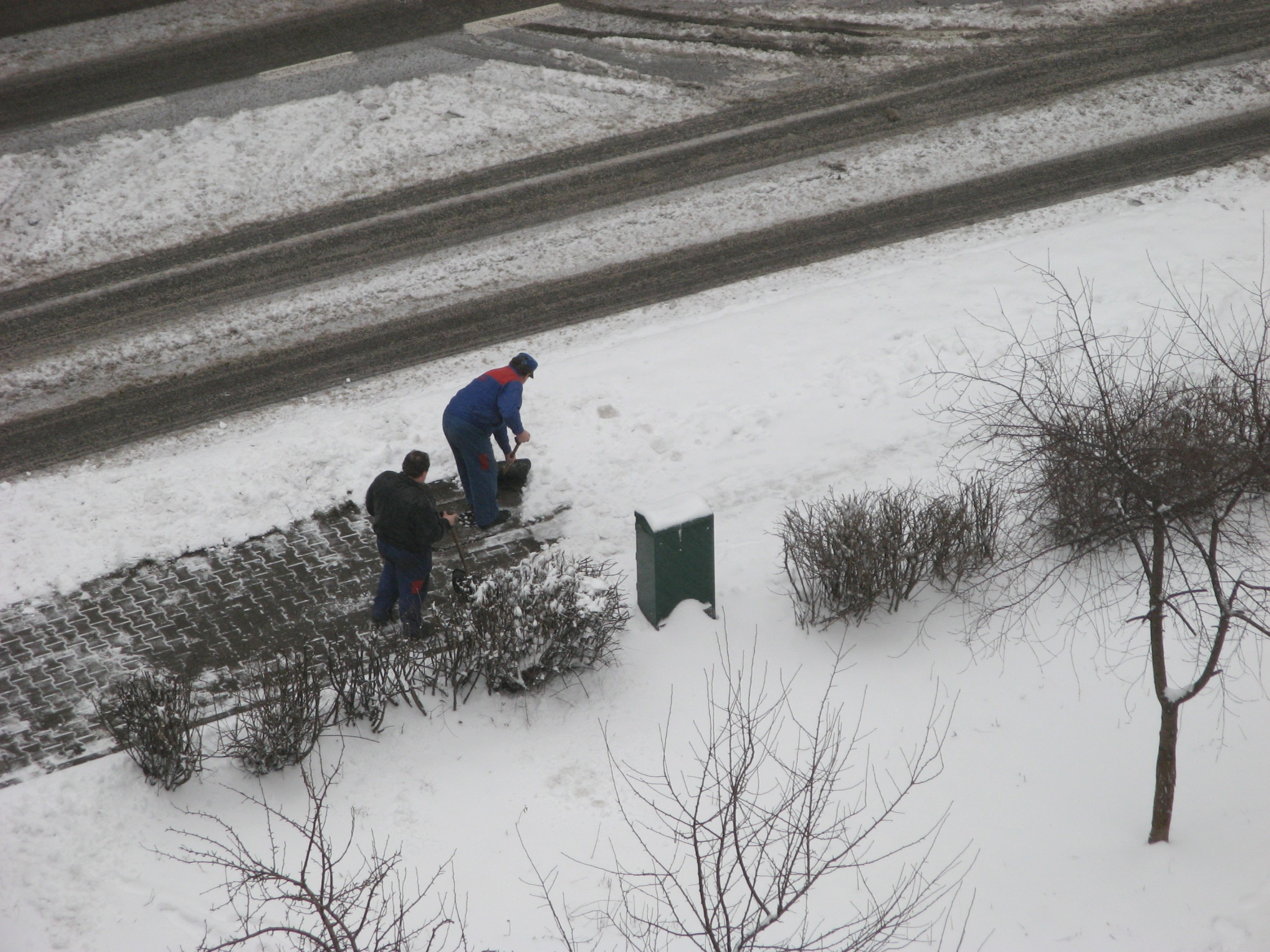
Odklízení sněhu z chodníku

Zajistit schůdnost přilehlého chodníku, zejména ve vztahu ke sněhu a náledí, je v části Evropy tradiční pracovní povinnost vlastníků nemovitostí vztahující se k veřejnému majetku. Oprávněnost, rozsah a od roku 1997 i nejednoznačnost stanovení této povinnosti byl v Česku předmětem sporů a různých výkladů, přímé stanovení této povinnosti bylo v České republice zrušeno v roce 1997, od 16. dubna 2009 byla zrušena i odpovědnost majitele nebo uživatele přilehlého pozemku za škodu způsobenou závadami ve schůdnosti. Podobná povinnost je však i nadále běžná i v některých dalších zemích Evropské unie. Například ve Švýcarsku mají údajně majitelé přilehlých nemovitostí uloženu i povinnost stavební údržby chodníků.

## Právní úprava v Česku

### Historie povinnosti
Vyskytuje se názor, že tuto povinnost zavedla poprvé protektorátní vláda a jde o pozůstatek totalitních poměrů a socialismu. Podle důvodové zprávy k zákonu však například v Praze podobná povinnost platí nejméně od roku 1838.
Vládní nařízení Vlády Protektorátu Čechy a Morava č. 1/1943 Sb., o čištění veřejných chodníků stanovilo:
§ 1

(1) Čistiti veřejné chodníky v uzavřené části obce jsou povinni vlastníci hraničících nemovitostí.

(2) Místo vlastníka náleží povinnost čištění tomu, jemuž přísluší užívání celé budovy nebo celého nezastavěného pozemku (nájemce, pachtýř, uživatel, poživatel apod.).

(3) Převzala-li provádění čištění jiná osoba za toho, kdo je povinen čištěním, jest sama k čištění povinna, jestliže s převzetím souhlasí místní policejní úřad. Souhlas lze kdykoli odvolati.

§ 2

Domovník, ustanovený pro budovu s veřejným chodníkem (zákon ze dne 30. ledna 1920, č. 82 Sb., kterým se upravují právní poměry domovníků), musí konati čisticí práce, pokud není písemnou smlouvou stanoveno jinak.
V následujících paragrafech byla platnost nařízení omezena na obce s více než 5000 obyvateli, okresní města a další okresním úřadem určené obce. Bylo vymezeno, že i tam, kde není chodník, se čistí pruh veřejné silnice nebo cesty potřebný k chůzi. Nařízení stanovilo, že v některých případech má povinnost vlastníka nemovitosti za náhradu převzít obec, a právo převzít čištění za náhradu měla obec kdykoliv. Sazby náhrad určovala obec se souhlasem nadřízeného policejního úřadu. Za neplnění byla stanovena pokuta do 10 000 K nebo vězení délky do 1 měsíce.
Také dřívější silniční zákon, č. 135/1961 Sb., který toto vládní nařízení nahradil a platil až do roku 1997, vlastníkům, správcům a uživatelům nemovitostí odstraňování některých závad ve schůdnosti výslovně ukládal.
V § 23 stanovil: 

„(1) Vlastník nebo uživatel nemovitosti, která hraničí se silnicí nebo místní komunikací v souvisle zastavěné části obce, je povinen zajistit, aby přilehlý chodník byl řádně a včas čištěn a při náledí posypáván, a to především k zajištění bezpečné chůze. 

(2) Místní národní výbory upravují podrobnosti podle potřeby s přihlédnutím k místním poměrům a možnostem.“
Jak zmínil poslanec Tom Zajíček 18. února 2009 při třetím čtení novely zákona o pozemních komunikacích, občanský zákoník z roku 1811 nařizoval stavitelům a majitelům nemovitostí vybudovat chodník kolem jejich nemovitosti a bezúplatně ho obci předat. Toto připomenutí bylo uvedeno jako argument, že majitel nemovitosti nevděčí za existenci chodníku obci, ale naopak, tedy obce nemají nárok na zisk z chodníku.

### Nynější povinnost zajistit schůdnost
Zákon o pozemních komunikacích (§ 9 odst. 4 ve spojení s § 46 odst. 2 zákona č. 13/1997 Sb.) zmocňuje Ministerstvo dopravy České republiky k vydání prováděcího předpisu, který vymezí podrobnosti k péči vlastníka o dálnici, silnici nebo místní komunikaci. § 27 odst. 7 téhož zákona zmocňuje obce, aby stanovily nařízením rozsah, způsob a lhůty odstraňování závad ve schůdnosti místních komunikací a průjezdních úseků silnic. Stanovit obdobné parametry pro sjízdnost je tímtéž ustanovením zmocněn prováděcí předpis vydaný ministerstvem.
Na základě těchto zmocnění stanoví § 41 odst. 1 a 2 prováděcí vyhlášky č. 104/1997 Sb., že odstranění nebo zmírnění zimních závad ve sjízdnosti i schůdnosti komunikací provádí vlastník (správce) komunikace. Žádný druh ani část silnic ani místních komunikací nejsou z tohoto ustanovení vyjmuty. Vyhláška ovšem není zmocněna ukládat vlastníkovi komunikace povinnosti, které mu neukládá zákon, a tedy na toto její ustanovení lze nahlížet jako na právně neúčinné a protiústavní. (Některé soudy však ze stanovení odpovědnosti za škody způsobené závadami ve schůdnosti vyvodily, že vyhláška č. 104/1997 Sb. se na chodníky v zastavěné části obce nevztahuje.)
Zákon nyní neukládá přímo a výslovně ani vlastníkovi komunikaci, ani vlastníkovi přilehlých nemovitostí, aby schůdnost nebo sjízdnost zajišťovali. Povinnost vlastníka komunikace pečovat o komunikaci je odvozována pouze nepřímo ze zmocnění ministerstva vymezit podrobnosti k péči. Povinnost vlastníka přilehlé nemovitosti je odvozována pouze nepřímo z odpovědnosti za škodu.
§ 9 odst. 4 zákona č. 13/1997 Sb. v platném znění: „Prováděcí předpis vymezí podrobnosti k péči vlastníka pozemní komunikace o dálnici, silnici a místní komunikaci (…) a náležitosti smlouvy o zajištění správy a údržby dálnic nebo silnic I. třídy.“
§ 27 odst. 7 zákona č. 13/1997 Sb. v platném znění: „Prováděcí předpis blíže vymezí rozsah, způsob a časové lhůty pro odstraňování závad ve sjízdnosti dálnice, silnice a místní komunikace. Obec stanoví nařízením rozsah, způsob a lhůty odstraňování závad ve schůdnosti místních komunikací a průjezdních úseků silnic.“ (Před účinností nového Zákona o obcích (128/2000 Sb.) stanovovala obec tyto požadavky obecně závaznou vyhláškou.)
§ 41 vyhlášky č. 104/1997 Sb., kterou se provádí zákon o pozemních komunikacích:

„(1) Zimní údržbou se podle pořadí důležitosti zmírňují závady vznikající povětrnostními vlivy a podmínkami za zimních situací ve sjízdnosti komunikací a ve schůdnosti místních komunikací a průjezdních úseků silnic.

(2) Zimní údržba se provádí podle plánu zimní údržby. V obvyklé zimní situaci vlastník (správce) komunikace odstraní nebo alespoň zmírní závady ve sjízdnosti (schůdnosti) komunikace v časových lhůtách stanovených plánem zimní údržby, jehož vzor je uveden v příloze č. 6.

(3) Opatření před zahájením zimní údržby a přehled technologií používaných v zimní údržbě jsou podrobně uvedeny v příloze č. 7, vzor deníku o zimní údržbě a způsob jejího vyhodnocení jsou uvedeny v příloze č. 8.

(4) Pro účely této vyhlášky je zimním obdobím doba od 1. listopadu do 31. března následujícího roku. V tomto období se provádí zimní údržba podle plánu zimní údržby. Pokud vznikne zimní povětrnostní situace mimo toto období, zmírňují se závady ve sjízdnosti (schůdnosti) komunikace bez zbytečných odkladů přiměřeně k vzniklé situaci.“

### Obecní vyhlášky a nařízení
Z právního hlediska jsou napadány ty obecní vyhlášky a nařízení, které majitelům nemovitostí přímo ukládají povinnosti, k čemuž nejsou v tomto případě zákonem výslovně zmocněny. Nařízení obce mohou podle zákonného zmocnění upravovat pouze rozsah, způsob a lhůty odstraňování závad - nemohou určovat, kdo má závady odstraňovat, ani přímo ukládat žádné povinnosti. Podle čl. 4 odst. 1 Listiny základních práv a svobod mohou být povinnosti ukládány pouze na základě zákona a v jeho mezích.
Vyhláška hlavního města Prahy č. 39/1997 Sb. HMP v souladu se zákonným zmocněním upravuje pouze rozsah, způsob a lhůty odstraňování závad ve schůdnosti a neurčuje, kdo tak má činit. (Další vyhláška hlavního města Prahy, č. 45/1997 Sb. HMP, o vymezení úseků místních komunikací, na kterých se nezajišťuje sjízdnost a schůdnost odstraňováním sněhu a náledí, zahrnuje především chodníky sousedící s obecními pozemky.) Na jaře roku 2003 byl zveřejněn návrh novely této vyhlášky, podle kterého pokuta za neuklizený chodník, i když by nedošlo k úrazu či jiné škodě, by mohla dosáhnout až 30 000 Kč pro fyzickou osobu a 200 000 Kč pro právnickou osobu. Námitky proti znění novely vzneslo Občanské sdružení majitelů domů i Hnutí na obranu majitelů realit. Projednávání novely bylo pozastaveno.
Podle pražské městské policie mohou strážníci pouze upozorňovat majitele domů na stav chodníku a hrozící nebezpečí a mohou dokumentovat stav chodníku pro případ uplatňování odpovědnosti za škodu. V Lounech však podle rozhodnutí Ústavního soudu platí vyhláška, podle níž může dostat pokutu 1000 Kč majitel domu, který do deseti hodin dopoledne sníh neuklidí.
V obecních nařízeních (dříve ve vyhláškách) obce stanovují například v jaké šířce chodníku musí být schůdnost zajišťována, jaké posypy mohou být použity (v některých obcích je zakázána například sůl, škvára či popel), kam je možno shromažďovat shrnutý sníh atd. Například pražská vyhláška č. 39/1997 Sb. HMP stanoví: „Závady ve schůdnosti místních komunikací a průjezdních úseků silnic, pokud vznikly náledím nebo sněhem, se odstraňují odmetením nebo odhrnutím sněhu, oškrábáním zmrazků a posypem zdrsňovacími materiály. (…) Sněhovou břečku je nutno z chodníku odstranit.“
Časové vymezení bývá udáváno buď konkrétní hodinu dne (zřejmě s předpokladem, že sněží především v noci a sníh se odklízí jednou denně), nebo lhůtou například od počátku sněžení.

### Odpovědnost za škodu
§ 27 odst. 4 zákona č. 13/1997 Sb. zakládal odpovědnost vlastníka nemovitosti za škody způsobené za vymezených podmínek některými druhy závad ve schůdnosti přilehlého chodníku - pro tyto případy odst. 3 zprošťuje téže odpovědnosti vlastníka komunikace. (Novelizačním zákonem č. 97/2009 Sb. s účinností ode dne vyhlášení (16. dubna 2009) byl odstavec 4 vypuštěn a odpovědnost za škodu týkající se chodníků byla sjednocena s úpravou odpovědnosti na všech ostatních typech a částech pozemních komunikací.
Toto ustanovení však neukládalo vlastníkovi přilehlé pozemní komunikace výslovně povinnost se na údržbě komunikace přímo fyzicky či finančně podílet. Ustanovení ani nezprošťovalo těchto povinností vlastníka pozemní komunikace.
§ 27 zákona o pozemních komunikacích ve znění platném do 15. dubna 2009: 

„(3) Vlastník místní komunikace odpovídá s výjimkou případů uvedených v odstavci 4 za škody, jejichž příčinou byla závada ve schůdnosti místní komunikace nebo průjezdního úseku silnice, pokud neprokáže, že nebylo v mezích jeho možností tuto závadu odstranit, u závady způsobené povětrnostními situacemi a jejich důsledky takovou závadu zmírnit, ani na ni předepsaným způsobem upozornit.

(4) Vlastník nemovitosti, která v zastavěném území obce hraničí se silnicí nebo s místní komunikací, odpovídá za škody, jejichž příčinou byla závada ve schůdnosti na přilehlém chodníku, která vznikla znečištěním, náledím nebo sněhem, pokud neprokáže, že nebylo v mezích jeho možností tuto závadu odstranit; u závady způsobené povětrnostními situacemi a jejich důsledky takovou závadu zmírnit.“

### Spory o právní výklad

#### Nucená práce
Uvedená povinnost bývá posuzována ve vztahu k čl. 4 odst. 1 Listiny základních práv a svobod, podle něhož „povinnosti mohou být ukládány toliko na základě zákona a v jeho mezích a jen při zachování základních práv a svobod“, a čl. 9 odst. 1 Listiny, podle kterého „nikdo nesmí být podroben nuceným pracím nebo službám“. Obdobnou úpravu obsahují též čl. 11, 12, 13 a 14 Úmluvy o nucené nebo povinné práci č. 506/1990 Sb.
Výjimku umožňuje čl. 9 odst. 2 písm. d) Listiny, podle něhož ustanovení odst. 1 se nevztahuje na jednání uložené zákonem pro ochranu života, zdraví nebo práv druhých. Úmluva o nucené nebo povinné práci v čl. 2 bod 2 písm. d) z pojmu „nucená nebo povinná práce“ vylučuje práce a služby vymáhané „v případech mimořádných okolností, jež ohrožují nebo by mohly ohrozit život nebo normální životní podmínky veškerého obyvatelstva nebo jeho části.“
Stanovení povinnosti vychází z předpokladu, že není v silách žádného města zajistit schůdnost všech chodníků v přiměřené lhůtě. S tím, že by obdobný rozsah nárazových prací obec mohla objednat smluvně, tento předpoklad nepočítá. Naproti tomu pražský primátor Pavel Bém očekává od majitelů domů, že pokud sami nemají možnost chodník uklízet, zajistí úklid smluvně u dodavatele (čímž argument, kvůli němuž jsou obce zbaveny odpovědnosti, ztráci opodstatnění). Libor Dellin z Občanského sdružení majitelů domů a bytů považuje obcí centrálně zajišťované mechanizované čištění za ekonomicky výhodnější než roztříštění péče mezi majitele přilehlých nemovitostí.
Do kontrastu se samozřejmostí, s jakou stát vyžaduje od majitelů sousedních nemovitostí tuto službu, bývá dáváno, že pokud naopak tento majitel potřebuje například z důvodu údržby svého domu, umístění popelnice apod. využít chodník nebo jeho část, obce toto jakožto zvláštní užívání pozemní komunikace nezřídka vydatně zpoplatňují.
Uložení povinnosti skupině občanů, kteří vlastní nemovitost sousedící s chodníkem, bývá označováno též za diskriminací z důvodu majetku ve smyslu čl. 14 Úmluvy o ochraně lidských práv a základních svobod.

#### Nepřímé stanovení povinnosti vlastníkům přilehlých nemovitostí
Zatímco povinnost zajistit schůdnost je stanovena vyhláškou vlastníkovi chodníku, odpovědnost za škody způsobené závadami ve schůdnosti je v zastavěné části obce za ne zcela jasných podmínek přiřčena vlastníkovi přilehlé nemovitosti. Veřejný ochránce práv v popisu stavu uvádí, že důvodem neuvedení výslovné povinnosti zajišťovat schůdnost v roce 1997 byl názor některých právních teoretiků, že nucená práce na cizím majetku by kolidovala s Listinou základních práv a svobod. Výsledkem je právně rozporný a nejasný stav umožňující zásadně rozdílné výklady.
Podle jednoho výkladu jde o takzvanou objektivní odpovědnost za škodu, tedy odpovědnost nezávislou na splnění či nesplnění právní povinnosti, která by škodě mohla předejít. Obdobná objektivní odpovědnost je zavedena například dle § 427–433 zákona č. 40/1964 Sb., občanský zákoník. Při doslovném výkladu je vlastníkovi přilehlé nemovitosti přiřčena odpovědnost za škodu, která nevznikla porušením jeho povinnosti, ale nesplněním povinnosti, která je podle zákona explicitně uložena jiné osobě, vlastníku komunikace. Povinnost vlastníka komunikace je odvozována například ze zásady „vlastnictví zavazuje“, vyjádřené v čl. 11 odst. 3 Listiny základních práv a svobod, a z názoru, že nelze spravedlivě požadovat, aby někdo prováděl na své náklady a bez přiměřeného ohodnocení pracovního výkonu činnost ve prospěch druhého.
Tomuto výkladu nasvědčuje i znění § 1 zákona č. 13/1997 Sb.: „Zákon upravuje kategorizaci pozemních komunikací, jejich stavbu, podmínky užívání a jejich ochranu, práva a povinnosti vlastníků pozemních komunikací a jejich uživatelů a výkon státní správy ve věcech pozemních komunikací příslušnými silničními správními úřady.“ Povinnosti majitelů jiných nemovitostí bez ohledu na to, zda pozemní komunikaci užívají, ve vymezení obsahu zákona uvedeny nejsou. Rovněž silniční správní úřad při výkonu státního dozoru podle § 41 a 42 zákona č. 13/1997 Sb. je povinen a zmocněn uplatňovat kontrolní a sankční pravomoci jen vůči vlastníkům, správcům a uživatelům pozemních komunikací, nikoliv vůči vlastníkům přilehlých nemovitostí. (Vůči nim se při sankcích uplatňuje například § 4 odst. 1 zákona č. 251/2016 Sb., o některých přestupcích, za porušení nařízení obce.)
Vzhledem k tomuto stavu právních předpisů většina obcí několik let nepokutovala majitele nemovitostí, kteří nezajišťovali na přilehlých chodnících schůdnost. Některé obecní vyhlášky, které se pokoušely majitelům nemovitostí takovou povinnost ukládat, byly nadřízenými krajskými úřady a ministerstvem vnitra rušeny.
Ustanovení o odpovědnosti by bylo možné vykládat i tak, že vlastník přilehlé nemovitosti může svou zákonnou odpovědnost uplatnit například tím, že upozorní vlastníka komunikace na stav chodníku nebo upozorní správní orgán na to, že vlastník pozemní komunikace svou povinnost zajistit schůdnost nesplnil.
Povinnost vlastníka přilehlé nemovitosti bývá někdy podepírána i § 415 občanského zákoníku, podle kterého je každý povinen si počínat tak, aby nedocházelo ke škodám na zdraví, na majetku, na přírodě a na životním prostředí. Z toho ovšem nevyplývá, že by tato povinnost měla náležet právě majiteli přilehlé nemovitosti a ne kterémukoliv uživateli komunikace.
Ústavní soud v případě Loun 3. ledna 2007 rozhodl, že ze stanovení odpovědnosti vyplývá i povinnost, a tedy majitelé přilehlých nemovitostí mají povinnost schůdnost zajistit. Nejvyšší správní soud dne 27. června 2005 vyjádřil v rozsudku názor, že zákon tuto povinnost ani implicitně nestanoví, ale implicitně (nevýslovně) zmocňuje k jejímu stanovení obce. Některé úřady, například Krajský úřad Ústeckého kraje a Ministerstvo vnitra (viz níže), zastávaly názor, že povinnost ve vztahu chodníku vlastníkům přilehlých nemovitostí stanovena není a zákon nedává obcím zmocnění ji stanovit.
MF Dnes ve svém článku 17. ledna 2008 zveřejnila názor děčínského právníka Narcise Tomáška, podle kterého odpovědnost za zranění je automaticky spojena s povinností uklízet. Naproti tomu senátor Kubera v témže článku zdůrazňoval, že ustanovení zákona řeší odpovědnost za úrazy, nikoliv povinnost uklízet.

#### Povinnost vlastníka pozemní komunikace
Ačkoliv vyhláška č. 104/1997 Sb. při stanovení povinností vlastníka pozemní komunikace chodníky v zastavěných částech obce z obecných povinností nevyjímá, například Nejvyšší správní soud a předtím Krajský soud v Českých Budějovicích v jednom z případů v odůvodnění rozsudku uvedly, že tato vyhláška se na takové chodníky nevztahuje (odůvodnění Nejvyššího správního soudu však přitom odkazuje na ustanovení, z nichž nic takového nevyplývá[zdroj?]).
Vedle toho existuje jak názor, že povinnost zajistit schůdnost chodníku má výhradně jeho vlastník, tedy zpravidla obec, tak i názor, že základní povinnost zajištění schůdnosti, zejména v běžných situacích, má vlastník chodníku, a odpovědnost či povinnost vlastníka přilehlé nemovitosti tuto povinnost vlastníka chodníku pouze pro případ mimořádných situací doplňuje (případně zčásti duplikuje), nikoliv vylučuje.

#### Náklady
Zákon o pozemních komunikacích neřeší otázku, zda vlastník přilehlé nemovitosti je povinen schůdnost zajišťovat na vlastní náklady, nebo na náklady vlastníka, tedy v případě místní komunikace obce. Za Protektorátu tomu bylo i naopak, že obec čistila chodník na náklady majitele přilehlé nemovitosti.
Zřejmě nebylo v této věci vyneseno žádné precedenční rozhodnutí, nelze však vyloučit, že soud by náhradu nákladů přiznat mohl.
Libor Dellin uvedl, že firmy od majitelů domů obvykle požadují za celoroční čištění chodníků kolem 12 Kč/m2 měsíčně, přičemž stěží lze nalézt firmu, která by se zavázala k zajištění zimní schůdnosti v obcích požadovaných termínech.
Ceny posypových materiálů podle MF Dnes jsou u posypové soli 49 Kč/10 kg, u inertní směsi 53 Kč/50 kg, u kameniva Ekogrit 60 Kč/5 litrů.
Ceny jednotlivých druhů nářadí se podle téhož zdroje pohybují ve stovkách korun (plechové hrablo téměř 1000 Kč), elektrická sněhová fréza stojí tisíce korun, benzinová desetitisíce korun.
Připojištění odpovědnosti lze sjednat za cenu od několika desítek Kč ročně.

#### Meze možností
Odpovědnost majitele přilehlé nemovitosti za škody je omezena podmínkou: „pokud neprokáže, že nebylo v mezích jeho možností tuto závadu odstranit; u závady způsobené povětrnostními situacemi a jejich důsledky takovou závadu zmírnit.“
Zákon neřeší, nakolik „meze možností“ mohou být na úkor vlastních zájmů vlastníka nemovitosti – tedy například zda by zahrnovalo „meze možností“, aby se například zřekl svého zaměstnání, vzdal zimní dovolené, volného času nebo spánku nebo aby schůdnost zajišťoval objednáním u jiné osoby (například svého zaměstnance nebo dodavatele) a utrácel za to své finance.
Pražský primátor Pavel Bém například vyjádřil názor, že dokonce i tehdy, když majitel domu je nemocný, v zahraničí nebo v práci, se má postarat, aby ho v čištění chodníku někdo zastoupil.
Tuto otázku pravděpodobně ani soud ještě neřešil.

#### Závady ve schůdnosti
§ 26 odst. 7 Zákona o pozemních komunikacích (13/1997 Sb.) stanoví: „Závadou ve schůdnosti pro účely tohoto zákona se rozumí taková změna ve schůdnosti pozemní komunikace, kterou nemůže chodec předvídat při pohybu přizpůsobeném stavebnímu stavu a dopravně technickému stavu a povětrnostním situacím a jejich důsledkům.“
Běžné sněžení (nejde-li o vánici ani intenzivní dlouhodobé sněžení) se obvykle (obdobně dle § 26 odst. 5 téhož zákona) nepovažuje za povětrnostní situaci, která může podstatně snížit schůdnost či sjízdnost, ale za „obvyklou zimní situaci“ ve smyslu § 41 odst. 2 vyhlášky č. 104/1997 Sb.
Bývá předmětem sporu (např.), zda požadavek na úklid sněhu nebo obdobné požadavky na čištění chodníku nejdou nad rámec odstranění závad schůdnosti, protože vrstvu sněhu na chodníku může chodec vzhledem k povětrnostní situaci a jejím důsledkům předvídat.

#### Soudní rozhodnutí
Nedostatečnou právní úpravou se několikrát zabýval a bude zabývat i Ústavní soud, nejméně jeden případ řešil i Nejvyšší správní soud.
Povinnost majitele nemovitosti nelze přenášet na nájemce jednotlivých bytů. Přednosta Okresního úřadu v Šumperku podal Ústavnímu soudu návrh na zrušení části obecně závazné vyhlášky obce Bludov ze dne 2. září 1992, jíž byl přijat domovní řád k zabezpečení pořádku a čistoty v obecních obytných domech. V napadených ustanoveních se přenášela na nájemce bytů a nebytových prostor povinnost zajišťování pořádku a čistoty ve společných prostorách domu a přilehlých nemovitostech, včetně přilehlých chodníků nebo částí komunikace přiléhajících k silnici nebo místní komunikaci a sloužících výhradně chůzi, ačkoli takovou povinnost nelze dovodit ze žádného právního předpisu. Ústavní soud příslušná ustanovení zrušil – v odůvodnění uvedl, že lze považovat za nepochybné, že uživateli nemovitosti se v tomto předpise rozumí ti, kteří užívají a spravují celou nemovitost, nikoliv nájemci jednotlivých bytů, resp. nebytových prostor v nemovitosti, tedy jen určitých částí nemovitosti. Rovněž z občanského zákoníku soud dovodil, že povinnost nesmí pronajimatel přenášet na nájemce jednotlivých bytů. Ústavnost samotné povinnosti vztahující se k cizímu majetku soud neposuzoval.
Potvrzení povinnosti rozsudkem Nejvyššího správního soudu. Nejvyšší správní soud 27. června 2005 posuzoval kasační stížnost proti rozsudku Krajského soudu v Českých Budějovicích o přestupku spočívajícím v údajném neodstranění závad ve schůdnosti majitelem domu ve „městě P.“. Rozsudkem v odůvodnění rozsudku uvedl: „Z povahy věci plyne, že v (…) nařízení (obce) bude obsažena mimo jiné i povinnost občanů sníh odklízet, předpokládá-li zákon jejich odpovědnost za škodu v důsledku závad ve schůdnosti vzniklou. Jde tak o případ, kdy povinnost není stanovena přímo v zákoně, ale na jeho základě, neboť zákon zmocňuje obec vydat nařízení a implicitně předpokládá, že v něm bude povinnost obsažena.“ Zákonem údajně implicitně vyjádřený předpoklad, že povinnost zajistit schůdnost bude uložena tomu, komu zákon ukládá odpovědnost za případné škody, tak soud považoval za právní základ, který zmocňuje obec ke stanovení povinnosti na základě zákona. Zároveň Nejvyšší správní soud uvedl, že povinnost odklizení sněhu v daném čase je vázána na podmínku (vzniknou-li závady ve schůdnosti chodníku), která v rozhodovaném případě nebyla splněna – ač sníh na chodníku ležel, nešlo o závadu schůdnosti.
Potvrzení povinnosti usnesením Ústavního soudu. Ministr vnitra 21. února 2006 podal návrh na zrušení nařízení města Louny, kterým se stanovuje rozsah, způsob a lhůta odstraňování závad ve schůdnosti chodníků. (Předtím 3. února 2006 účinnost nařízení na návrh Krajského úřadu Ústeckého kraje pozastavil.) Ústavní soud 3. ledna 2007 přijal usnesení, v jehož odůvodnění píše: „Jestliže tedy zákon o pozemních komunikacích popsaným způsobem založil odpovědnost určitých (definovaných) subjektů, platí, (…) že tím vymezil prostor pro jim korespondující povinnosti, které jsou identifikovatelné nejen z povahy a obsahu této odpovědnosti, nýbrž i ze samotného znění výše citovaného § 27 odst. 4 zákona o pozemních komunikacích (totiž odstranit závady ve schůdnosti, … které vznikly znečištěním, náledím nebo sněhem). (…) Uvádí-li § 27 odst. 7 zákona o pozemních komunikacích, že „obec stanoví nařízením rozsah, způsob a lhůty odstraňování závad ve schůdnosti místních komunikací a průjezdních úseků silnic“, nelze to pochopit jinak, než že jde o „rozsah, způsob a lhůty“ ku splnění povinnosti „odstraňování závad“ těmi, s nimiž § 27 odst. 4 téhož zákona spojuje odpovědnost za škody vzniklé tím, že by tyto závady odstraněny nebyly.“
Ministr vnitra 24. dubna 2006 podal další podobný návrh na zrušení částí nařízení města Mariánské Lázně a 13. června 2006 návrh na zrušení některých pasáží trutnovského nařízení.

#### Veřejný ochránce práv
Veřejný ochránce práv se vadnou právní úpravou zabýval v souhrnných zprávách o své činnosti za roky 2002 a 2003.
Ve shrnutí situace uvádí, že důvodem neuvedení výslovné povinnosti zajišťovat schůdnost byl při přijímání zákona názor některých právních teoretiků, že nucená práce na cizím majetku by kolidovala s Listinou základních práv a svobod. Zároveň konstatuje, že tímto postupem se problém nevyřešil, ale naopak se otevřel prostor pro protichůdné názory, které popisuje jako názor právních teoretiků a názor praktiků. Na problémy je v podnětech, které dostává, opakovaně upozorňován. Závěrem veřejného ochránce práv je, že by bylo žádoucí přijetí jednoznačné zákonné úpravy práv a povinností. Zároveň připomíná disproporci, že se ustanovení nevztahuje na veřejně přístupné účelové komunikace.

### Změna

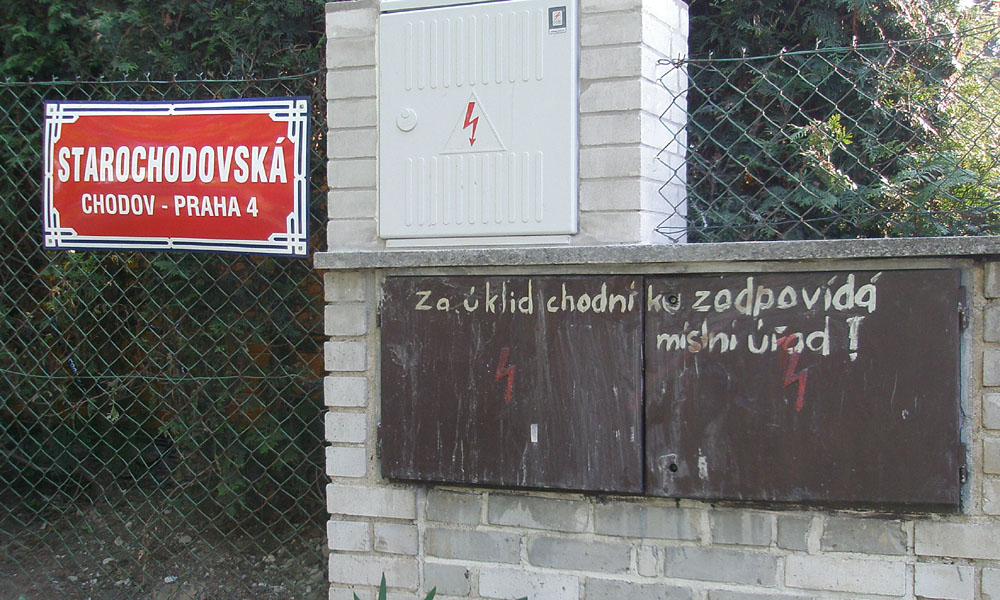
Nápis Za úklid chodníku zodpovídá místní úřad!, který se objevil po schválení změny

Ústavně-právní výbor Senátu PČR 28. srpna 2007 podal Senátu návrh na změnu Zákona o pozemních komunikacích, podle které by za škody vzniklé závadami ve schůdnosti odpovídal vlastník komunikace, tedy na vypuštění výjimky uvedené v § 27 odst. 4 zákona č. 13/1997 Sb. Návrh za ústavně-právní výbor podal předseda výboru, senátor Jaroslav Kubera. 6. prosince 2007 Senát tento návrh schválil. Vláda 16. ledna 2008 se senátním návrhem vyjádřila těsnou většinou souhlas. Poslanecká sněmovna návrh v prvním čtení projednala 6. února 2008 a přikázala jej k projednání dvěma výborům. Výbor pro veřejnou správu a regionální rozvoj 27. února 2008 vyjádřil s návrhem souhlas (poměrem hlasů 11:1). Hospodářský výbor 4. dubna 2008 k návrhu vydal stanovisko s pozměňovacími návrhy, které spočívají ve jmenovitém uvádění chodníku zvlášť vedle kategorií komunikací (a v přidání nesouvisejících ustanovení – přílepku – o regulaci reklamy). 7. května 2008 návrh prošel druhým čtením; Miloslav Kala podal pozměňovací návrh, aby původně navržená účinnost dnem vyhlášení byla nahrazena 1. dubnem 2009. Zdeněk Jičínský a někteří další navrhli zamítnutí. 18. února 2009 poslanecká sněmovna návrh zákona schválila. V diskusi návrh podpořilo mnoho poslanců napříč stranami (Zdeněk Škromach: „Tady byla vzpomenuta robota, já bych vzpomenul Akce Z. Já myslím, že ta doba už skončila.“ Miroslav Kalousek: „Je v tom jenom stoletý zvyk a zvyk by se měl prolomit zrovna tak jako zvyk roboty, předtím zvyk nevolnictví a ještě předtím zvyk otrokářství.“) Proti novele vystupoval zejména Ladislav Šustr, který chtěl stanovení povinnosti svěřit do působnosti obcí, nebo Ludvík Hovorka. Nejprve sice hlasovalo 50 poslanců pro zamítnutí novely, při závěrečném hlasování ze 190 přítomných bylo pro schválení 116 poslanců a proti 31. V Senátu Výbor pro územní rozvoj, veřejnou správu a životní prostředí 18. 3. 2009 doporučil návrh zákona zamítnout (zejména na základě negativního stanoviska Svazu měst a obcí), Ústavně-právní výbor 18. 3. 2009 doporučil návrh schválit, Výbor pro hospodářství, zemědělství a dopravu 25. 3. 2009 doporučil návrh schválit. Senát 26. 3. 2009 návrh schválil (z 61 přítomných bylo 33 pro a 22 proti, senátoři ODS hlasovali převážně pro návrh a senátoři ČSSD převážně proti).
Podle MF Dnes se poté proti novele postavili zejména Pavel Bém, Jiří Paroubek a Svaz měst a obcí a Pavel Bém údajně chtěl požádat prezidenta republiky, aby novelu nepodepsal.
Podle novelizačního zákona č. 97/2009 Sb. s účinností ode dne vyhlášení (16. dubna 2009) byla výjimka z odpovědnosti za škodu týkající se chodníků vypuštěna a sjednocena s úpravou odpovědnosti na všech ostatních typech a částech pozemních komunikací.

## Právní úprava v jiných zemích
Podle rozboru, který zpracoval a předložil poslancům PSP ČR český Svaz měst a obcí a z nějž citoval poslanec Miloslav Kala při druhém čtení novely zákona č. 13/1997 Sb.:
- Odstavec 5 bavorského zákona o silnicích zmocňuje obce k vydání vyhlášky, která stanoví, že za účelem prevence před nebezpečím, které ohrožuje život, zdraví nebo majetek, jsou údržbu chodníků povinni provádět na své náklady vlastníci přilehlých nemovitostí, a vymezí denní dobu.
- § 23 rakouského zákona o provozu na pozemních komunikacích stanoví, že na území obce jsou vlastníci přilehlých nemovitostí povinni na své náklady udržovat přístupné chodníky a pěší stezky, které vedou podle jejich nemovitostí. Vlastníci přilehlých nemovitostí jsou povinni na uvedených plochách v denní době od 6 do 22 hodin odklízet sníh, sypat náledí a odklízet nečistoty a dále jsou povinni odstranit ze střech, které sousedí se silnicí, sněhové převisy a rampouchy.
- Ve Francii je obec povinna chodníky opravovat a provádět stavební práce, zatímco vlastníci přilehlých nemovitostí jsou povinni chodníky udržovat a čistit. Vlastníci přilehlých nemovitostí odpovídají za škody způsobené v důsledku neudržování příslušných částí chodníku.
- Úklid chodníků patří k povinnostem majitele přilehlé nemovitosti i v některých městech USA.